# American Psycho
För albumet av The Misfits, se American Psycho (musikalbum).
American Psycho är en roman av den amerikanske författaren Bret Easton Ellis. Boken utkom 1991 och blev en succé. Den mörka satiren skildrar konsumtionssamhällets bisarra bieffekter genom att blanda extremt detaljerade våldsskildringar med huvudpersonen Patrick Batemans väldiga fåfänga. Patrick Bateman spelades av Christian Bale i filmen med samma namn.
Filmrättigheterna till romanen köptes av 20th Century Fox och den filmatiserades år 2000 med Christian Bale i huvudrollen.